# Home (Kansas)
Home es un lugar designado por el censo ubicado en el condado de Marshall en el estado estadounidense de Kansas. En el año 2010 tenía una población de 160 habitantes.

## Geografía
Home se encuentra ubicado en las coordenadas 39°50′28.43″N 96°31′19.57″O / 39.8412306, -96.5221028 (39.841232° -96.522102°).